# Age of Sail
Age of Sail est un jeu vidéo de tactique en temps réel développé et édité par TalonSoft le 30 novembre 1996. Le jeu propose de rejouer, sur le plan tactique, les batailles navales du XVIIIe siècle.  Bien que celles-ci se déroulent en temps réel, le joueur peut à tout moment modifier la vitesse ou mettre en pause le jeu pour pouvoir gérer ses navires et les différents paramètres influant sur la bataille comme le vent, l'ordre de tir des canons, les manœuvres et les abordages

## Trame
Le jeu se déroule au  XVIIIe siècle et retrace les campagnes navales des Guerres de la Révolution française, des Guerres napoléoniennes et d'autres conflits de la période entre 1775 et 1820. Le joueur est ainsi amené à suivre des personnages historiques tels que William Bligh, Henry Blackwood, Stephen Decatur ou l'amiral Horatio Nelson,.

## Système de jeu
Dans Age of Sail, le joueur contrôle des flottes de guerre au cours de scénarios retraçant des batailles navales historiques. Le jeu se déroule en termps réel mais incorpore également des éléments de jeu de stratégie au tour par tour. Plusieurs options de gestion du temps sont en effet disponibles au cours d'une partie, le joueur pouvant régler la vitesse et mettre le jeu en pause à tout moment. Au cours de ces batailles navales, le joueur doit gérer ses navires et prendre en compte de nombreux paramètres comme le vent, l'ordre de tir des canons, les manœuvres et les abordages. Au total, le jeu contient plus de 100 scénarios incluant un tutoriel et permettant de contrôler les navires de onze nations différentes. Un éditeur de scénario est également disponible,.

## Accueil
| Age of Sail           |      |       |
| Média                 | Pays | Notes |
| Computer Gaming World | US   | 3/5   |
| Game Revolution       | US   | B     |
| GameSpot              | US   | 70 %  |

## Héritage
- En 2001, Age of Sail a été suivi par sa suite intitulée « Age of Sail II », développée par le studio russe Akella.
- La musique du thème principal a ensuite été reprise comme thème du menu principal dans la version PC du jeu Bob l’Éponge, le film, sorti en 2004.